# Hilario Rodríguez Malpica (padre)
Hilario Rodríguez Malpica fue un marino militar y político mexicano, así como padre de Hilario Rodríguez Malpica.
Nació en Veracruz, ingresó en la marina mercante y, más tarde, en la marina de guerra, donde alcanzó el grado de contralmirante. Se unió al movimiento maderista, tras el triunfo del cual fue nombrado jefe de Estado Mayor de Francisco I. Madero. Luego fue candidato a gobernador del estado de Veracruz, pero perdió.
Murió en la Ciudad de México, el 22 de septiembre de 1933. 